# شاهین و آدم‌برفی
شاهین و آدم برفی (به انگلیسی: The Falcon and the Snowman) یک فیلم سینمایی درام و جاسوسی آمریکایی محصول سال ۱۹۸۵ به کارگردانی جان شلزینجر از فیلمنامه استیون زایلیان که بر اساس کتاب سال ۱۹۷۹ با همین عنوان: (شاهین و آدم برفی: یک داستان واقعی از دوستی و جاسوسی) نوشته رابرت لیندزی ساخته شده است و داستان واقعی دو جوان آمریکایی به نام‌های کریستوفر بویس با بازی (تیموتی هاتن) و اندرو داولتون لی با بازی (شان پن) را روایت می‌کند که اسرار امنیتی ایالات متحده را به اتحاد جماهیر شوروی فروخته‌اند. 

## استقبال انتقادی
فیلم شاهین و آدم برفی در سال ۱۹۸۵ به طور کلی نظرات مثبتی از منتقدین دریافت کرد. 